# Dugo putovanje kući
Dugo putovanje kući (eng.The Long Voyage Home) je američki 
ratna drama iz 1940. koju je režirao John Ford.
Film je nastao kao adaptacija kazališnih predstava Karipski mjesec (eng.The Moon of the Caribees), 
U zoni (eng. In The Zone), Vezan istočno od Cardiffa (eng.Bound East for Cardiff) i Dugo putovanje kući (eng. The Long Voyage Home), koje je Eugene O'Neill napisao u vremenu oko Prvog Svjetskog Rata. Također treba napomenuti da su mu to bile jedne od prvih predstava koje je napisao a za film ih je prilagodio Dudley Nichols.
Film pripovijeda priču o posadi i putnicima koji se nalaze na tegljaču.
Glavne uloge u filmu tumače John Wayne, Thomas Mitchell, Ian Hunter, Barry Fitzgerald, Wilfrid Lawson, John Qualen, Mildred Natwick i Ward Bond.

## Radnja
Film pripovijeda priču o posadi na engleskom teretnom brodu po imenu SS Glencairn, tijekom Drugog Svjetskog rata
Posada koja je dobila slobodno, nakon što je cijelu noć provela opijajući se po barovima, vraća se na parnjaču i upućuje prema Baltimoru.
Oni su šarena skupina ljudi koju sačinjavaju: srednjovječni Irac Driscoll (Thomas Mitchell), mladi Šveđanin, bivši farmer Ole Olsen (John Wayne), pakostan nadzornik Cocky Barry Fitzgerald; turobni Englez Smitty koji liči na Lorda Jima (Ian Hunter) i drugi.
Nakon što brod pokupi pošiljku dinamita u Baltimoru, posada se susreće s nemirnim morem koje im kida živce.
Oni se također brinu i da bi Smitty mogao biti njemački špijun i to jer je veoma tajanstven. Nakon što natjeraju Smittija da im pokaže svoja pisma od kuće otkriva se kako je on alkoholičar koji je pobjegao od svoje obitelji.

## Prihvat kritičara
Film je dobro prihvaćen od strane filmskih kritičara.
Kritičar Bosley Crowther je pišući za New York Times izjavio kako mu se svidio scenarij, poruka filma i režija Johna Forda. Rekao je, "John Ford je uistinu napravio modernu Odiseju-potpuni film satkan od čvrstih vlakana, koji nam uz oslanjanje na ekonomiju priča svevremenu priču o čovjekovim prekomorskim lutnjama svijetom u potrazi za mirom u svojoj duši...on je okrutan i bezobziran, te samo nakratko suosjećajan u svojim otkrivenjima čovjekovih patetičnih mana."

## Glavne uloge
- John Wayne kao Ole Olsen
- Thomas Mitchell kao Aloysius 'Drisk' Driscoll
- Ian Hunter kao Smitty Smith, alias Thomasa Fenwicka
- Barry Fitzgerald kao Cocky
- Wilfrid Lawson kao Kapetan (eng.Captain)
- John Qualen kao Axel Swanson
- Mildred Natwick kao Freda
- Ward Bond kao Yank
- Arthur Shields kao Donkeyman
- Joe Sawyer kao Davis
- J.M. Kerrigan kao Nick, Limehouse Crimp
- Rafaela Ottiano kao Bella, žena s tropskih područja
- Carmen Morales kao Španjolka Principal
- Jack Pennick kao Johnny Bergman
- Bob Perry kao Paddy

## Nagrade i nominacije
Nagrade
- :Nagrada NYFCC(eng.New York Film Critics Circle Awards); najbolji režiser, John Ford; 1940.

Nominacije
- Oscar: najbolja crno-bijela kinematografija, Gregg Toland; najbolji specijalni efekti, R. T. Layton (fotografski), Ray Binger (fotografski) i Thomas T. Moulton (zvuk); najbolja filmska montaža, Sherman Todd; Najbolja filmska glazba (rađena baš za film), Richard Hageman; najbolji film, John Ford; najbolje napisani scenarij, Dudley Nichols; 1941.

## Vanjske poveznice
- Dugo putovanje kući u internetskoj bazi filmova IMDb-a
- Dugo putovane kući na Rotten Tomatoes
- Dugo putovane kući[neaktivna poveznica] na All movie guideu